# Váratlan (Hősök)
A Váratlan a Hősök című amerikai televíziós sorozat tizenhatodik epizódja.

## Cselekmény
|  | Alább a cselekmény részletei következnek! |

Egy nő megkeresi Ted-et, aki anélkül küld neki üzenet a számítógépen, hogy lenne internetkapcsolata. A nő arra kéri, hogy robbantsa fel a várost. Sandra nem emlékszik semmire, nem ismeri meg Claire-t, aztán amikor Claire felmegy Lyle-ért, és visszamennek, akkor Sandra felismeri őket, és nem érti, miről beszélnek. Bennet ad egy pisztolyt Isaac-nek, arra az esetre, ha Peter feltűnne. Tudják, hogy Peter láthatatlan. Matt otthon rejtegeti a gyémántokat, de a gyémántok között lévő gyűrűt Janice megtalálja. Janice elmondja Matt-nek, hogy kereste egy Mohinder nevű genetikus, és tud Matt képességéről. A láthatatlan ember továbbra is tanítja Petert, hogyan használja a képességeit, mégpedig úgy, hogy rákényszeríti a használatukra. Isaac hazudik Simone-nak, hogy szerinte Peter elhagyta a várost, de Simone tudja, hogy hazudik. Claire győzködi Sandrát, hogy az emlékezetkimaradásainak nem biztos, hogy valami, hanem lehet, hogy valaki az oka, pontosabban az apja. Nem tudja végigmondani a mondandóját, mert Sandra elájul a konyhában. Bennet és a Haiti rálőnek a láthatatlan férfire. Peterre már nem tudnak, mert ő megállítja az időt. Lelöki a láthatatlan férfit a Deveaux-épület tetejéről, majd utána ugrik és elrepül vele. Janice rájön, hogy a gyűrű lopott, így Matt kénytelen elmondani neki. Éppen el akarja vinni a cuccokat a rendőrségre, de csörög a telefon. Azonnal elmegy. Simone nyilvánosságra akarja hozni, hogy mire képesek a körülötte lévő emberek, Nathan viszont ellenkezik. Sandrát beviszik a kórházba. Claire elmondja az orvosának az igazat, ismer egy embert, aki képes elfelejtetni dolgokat. Az orvos kimegy, és nem hisz neki. Matt elmegy Ted-hez, aki elmondja, hogy rájött, mi az a jel a nyakukon. Megfigyelik őket, Mr. Bennet. Ráveszi Matt-et, hogy menjenek el és állítsák meg. Bennet megérkezik a kórházba, és tud Claire elméletéről, amit a doktornőnek mondott. Bennet próbálja elhitetni vele még mindig, hogy ez nem lehetséges, de Claire elmondja neki, hogy tud mindenről, az memóriáját nem törölte a Haiti. Nagyon veszekednek, de Bennet csak a családját próbálja védelmezni. Másnap Benneték hazaviszik Sandrát, ám Matt és Ted már otthon várnak rájuk. Peter megjelenik Isaac-nél. Veszekedni kezdenek, majd Peter láthatatlanná válik, Isaac pedig a fegyverrel hadonászik, míg hall egy hangot és megpróbál Peterre lőni, de épp az érkező Simone-t találja el, aki meghal.
Mohinder és Sylar továbbra is keresik a különleges képességű embereket. Találnak egy nőt, akinek rendkívül kifinomult a hallása. Slyar elmegy éjjel a nőzök, akit meglátogattak Mohinder-rel és elveszi a képességét. Mohinder és Sylar másnap térnek vissza a nőhöz, aki már halott. Mohinder hívná a rendőrséget, hogy Sylar ismét gyilkolt, de Sylar lebeszéli, és azt mondja, hogy őket gyanúsítanák.
Hiro be van zárva egy szobába. Egy férfi nyitja ki az ajtót, az akinél a táska volt. Meg akarja találni Hope-ot és Andót, és először Hiro-t is meg akarja verni, de Hiro ráveszi, hogy vigye magával. Ando és Hope folytatják az útjukat, de kiszállnak egy háznál. Hope mondogatja Ando-nak, hogy hagyja abba a kérdezősködést. Ando nem hagyja abba, amíg ki nem borul a táska, tele zsetonnal. Akkor Hope fegyvert fog Ando-ra. Hiro és a férfi megérkezik arra a helyre, ahol Hope és Ando is van. Elkezdenek lövöldözni egymásra. Ando és Hiro elbújik, miközben Hope lelövi a férfit. Azután Hirót és Andót akarja lelőni, de mikor a nő lő, Hiro megakadályozza a képességével, és megérkeznek a rendőrök. Hiro úgy dönt, hogy Ando nélkül folytatja tovább a küldetését, ezért a legközelebbi buszra egyedül száll fel.